# Landesvertretung Nordrhein-Westfalen (Bonn)

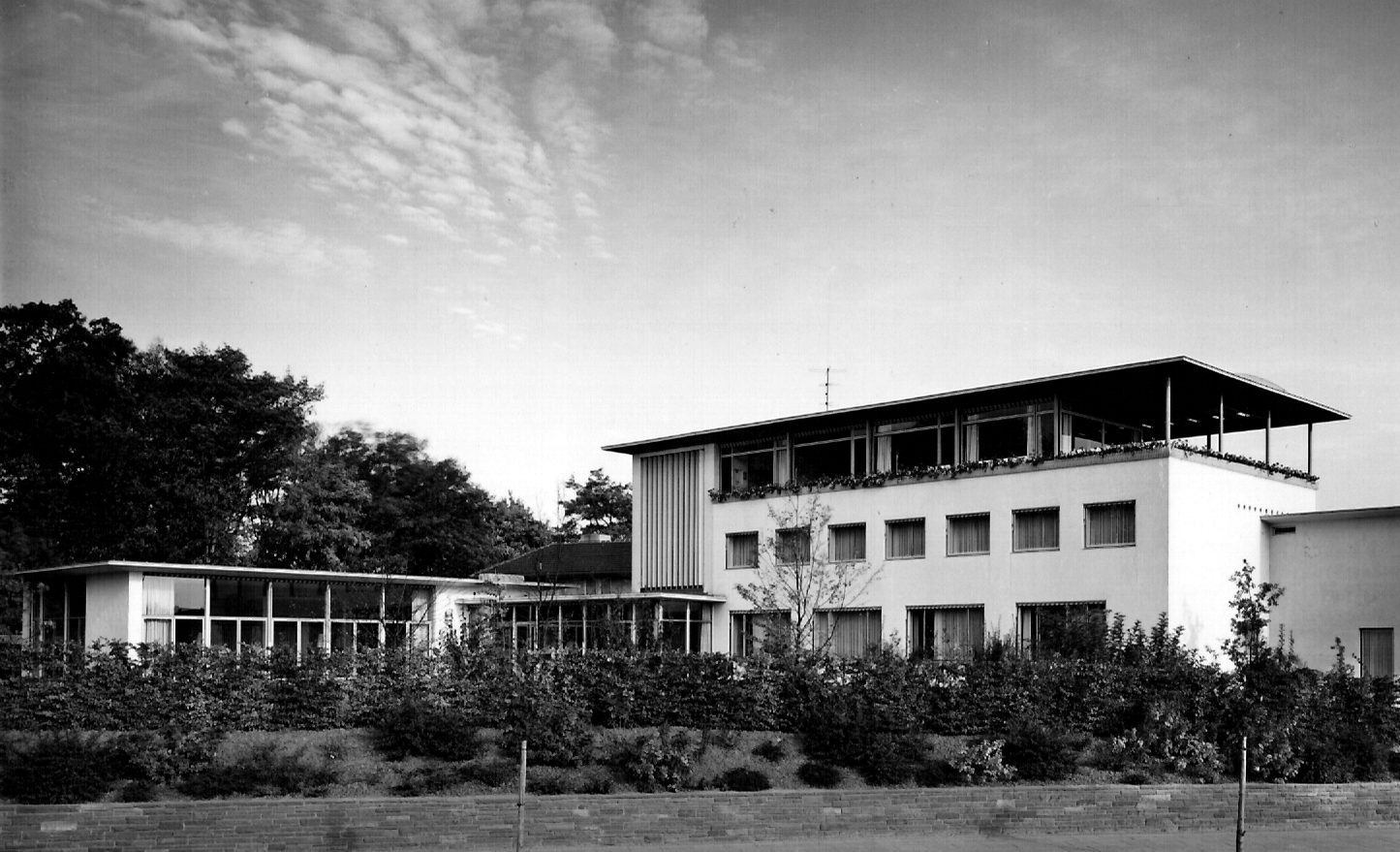
Die Landesvertretung Bonn, Architekt: Heinrich Bartmann, 1953–1954

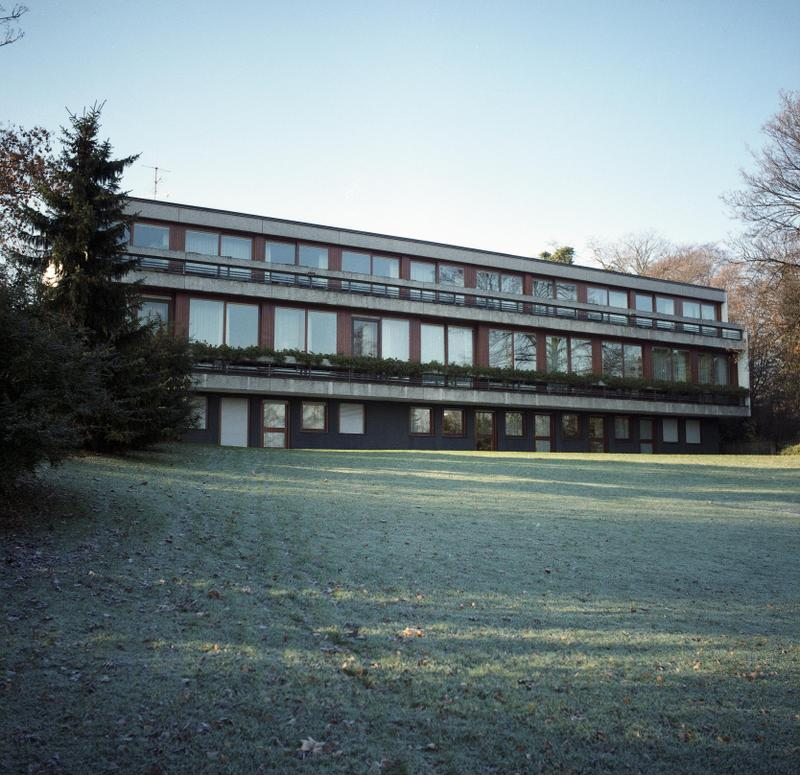
Das Gästehaus nach dem Umbau durch Günther Marschall 1968–1969 (1987)

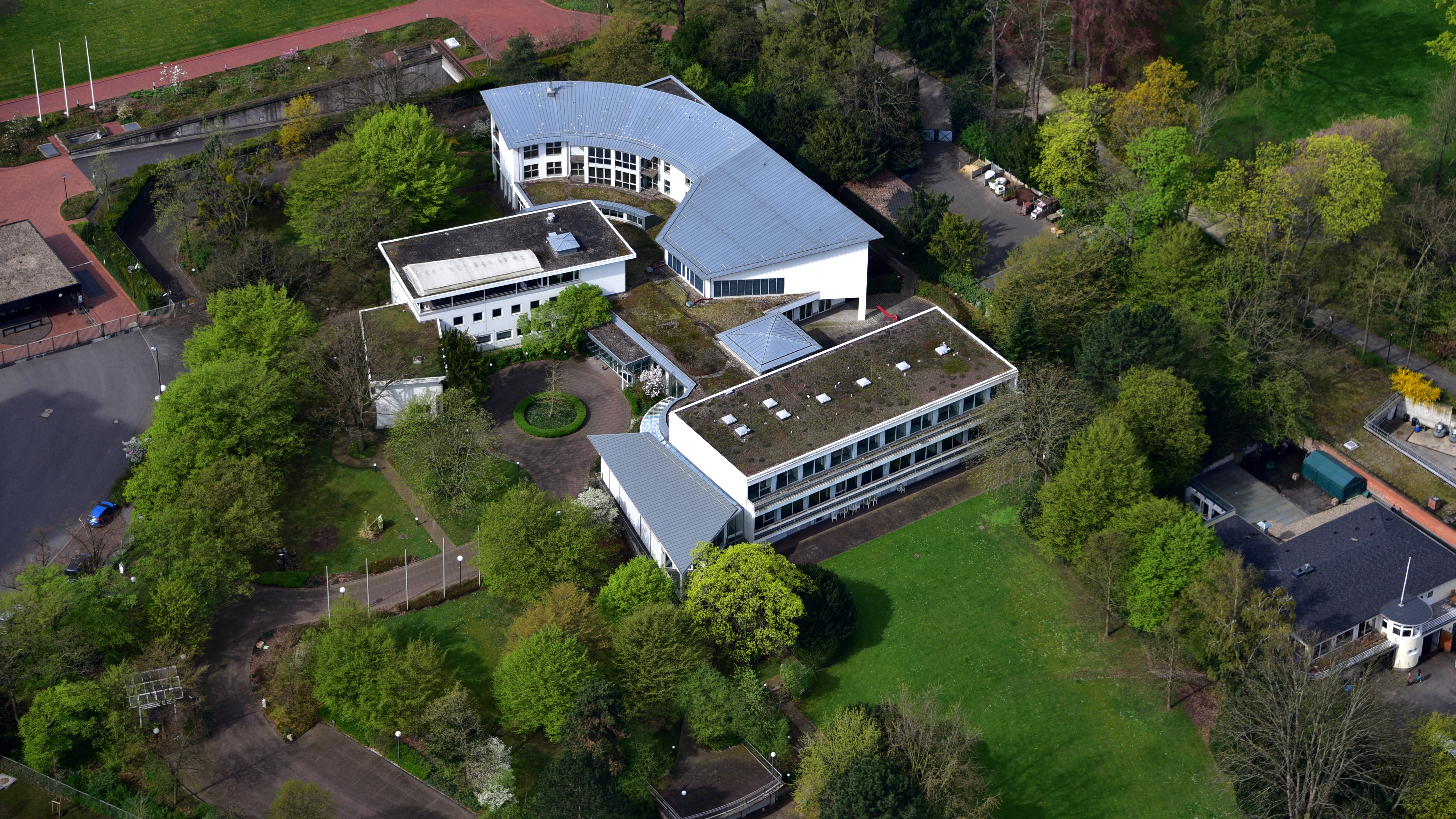
Die bauliche Gesamtanlage mit der zweiten Erweiterung durch Busmann + Haberer 1993–1995, Luftaufnahme (2018)

Die Vertretung des Landes Nordrhein-Westfalen beim Bund hatte von 1949 bis 2000 ihren Sitz im Bonner Parlaments- und Regierungsviertel. Das ehemalige Gebäude der Landesvertretung liegt im Ortsteil Gronau an der Dahlmannstraße 2 (ehemals Görresstraße 13) im Zentrum des Bundesviertels, unmittelbar östlich des ehemaligen Bundeskanzleramtsgebäudes (heute Bundesministerium für wirtschaftliche Zusammenarbeit und Entwicklung) und nordwestlich des Platzes der Vereinten Nationen. Es ist weiterhin im Eigentum des Landes.

## Geschichte
Nach Gründung der Bundesrepublik Deutschland 1949 war die Landesvertretung zunächst im Block IIb der behelfsmäßig errichteten sogenannten „Pressehäuser“ am Bundeshaus untergebracht. Anschließend erwarb das Land im Bad Godesberger Ortsteil Friesdorf eine am Waldrand gelegene Villa (Hochkreuzallee 246). Sie war sowohl in funktionaler als auch in repräsentativer Hinsicht wenig für die Bedürfnisse einer Landesvertretung geeignet. Zusätzlich wurden im Regierungsviertel Büroflächen angemietet, was jedoch durch die damit einhergehende Trennung des Geschäftsbetriebs nicht als tragfähig erschien. Aufgrund der Nähe Bonns zur Landeshauptstadt Düsseldorf und der Lage des Regierungssitzes im eigenen Land war im Landesfinanzministerium auch erwogen worden, auf eine Landesvertretung zu verzichten.
Die Landesregierung Nordrhein-Westfalens erwarb auf Vorschlag des Bundesratsministers Carl Spiecker 1952 das 15.000 m² große Grundstück der späteren Landesvertretung an der Görrestraße. Auf ihm befanden sich bislang vier der „Pressehäuser“, deren für den Neubau erforderlicher Abriss zunächst noch politisch durchgesetzt werden musste. Nach einem positiven Votum des nordrhein-westfälischen Landtags lobte das Wiederaufbauministerium des Landes 1952 einen beschränkten Architektenwettbewerb aus, bei dem der Darmstädter Architekt Heinrich Bartmann den ersten und der Kölner Architekt Hans Schumacher den zweiten Preis erhielt. Zur Ausführung bestimmt wurde der erstplatzierte Entwurf Bartmanns für einen winklig angelegten, zwei- und dreigeschossigen Bürobau, der bis 1954/55 entstand. Das heute denkmalgeschützte Gebäude gilt als ein bedeutendes Beispiel der westdeutschen Nachkriegsmoderne.
1968–1969 wurde das Gebäude umgebaut und ein dreigeschossiger Erweiterungsbau vollendet, der mit dem Altbau durch einen zweigeschossigen Trakt verbunden ist. Das verglaste Erdgeschoss des Traktes konzipierte man als Eingangshalle. Die Umbau- und Erweiterungsmaßnahmen lagen in den Händen des Recklinghäuser Architekten Günther Marschall.
Von April 1993 bis April 1995 kam es zu einer weiteren Gebäudevergrößerung durch das Kölner Architekturbüro Busmann + Haberer (Peter Busmann, Godfrid Haberer), die in ihrem Umfang aufgrund des zwei Jahre vor Baubeginn gefallenen Hauptstadtbeschlusses reduziert wurde und die letzte bauliche Erweiterungsmaßnahme einer Landesvertretung in Bonn war. Der Erweiterungsbau von Günther Marschall wurde hierbei an der Südostecke um einen spitzwinkligen Anbau mit zwei Konferenzsälen und einem Gartenfoyer ergänzt. Die Eingangshalle im Erdgeschoss des Verbindungstraktes wurde durch einen gläsernen Pavillon und eine Lobby erweitert. Einen Wirtschaftsbau auf der Seite des Bundeskanzleramtes im Nordwesten der Landesvertretung ersetzten die Architekten durch einen dreigeschossigen Neubau mit Mehrzwecksaal für 200 Personen, Gästezimmern und Dienstwohnungen. Weiterhin wurde der Ursprungsbau von 1954 nochmals umgebaut. Nach dieser Erweiterung wurde die Landesvertretung mit ihren neuen Konferenzräumlichkeiten wiederholt für bedeutende landes- und bundespolitische Aufgaben in Anspruch genommen; so fanden hier sowohl nach der Landtagswahl in Nordrhein-Westfalen 1995 als auch nach der Bundestagswahl 1998 Koalitionsverhandlungen zwischen SPD und Bündnis 90/Die Grünen statt, auch der erste Koalitionsvertrag auf Bundesebene zwischen beiden Parteien wurde hier am 20. Oktober 1998 unterzeichnet.
Im Zuge der Verlegung des Parlaments- und Regierungssitzes (1999/2000) zog die nordrhein-westfälische Landesvertretung mit zuletzt 53 Mitarbeitern im August 2000 nach Berlin um. Neuer Nutzer des Gebäudes wurde nach einjährigen Umbauarbeiten im Herbst 2004 die Stiftung Bonn-Aachen International Center for Information Technology, der die Räume vom Land Nordrhein-Westfalen bis zum Auszug des Instituts im Februar 2018 unentgeltlich überlassen wurden. Die Liegenschaft ist die letzte unter den ehemals 16 Landesvertretungen in Bonn, die noch im Eigentum des jeweiligen Landes ist. Nordrhein-Westfalen beabsichtigte, die Liegenschaft an den Bund zu veräußern, um eine Schaffung zusätzlicher Büro- und Veranstaltungsräume für die Ansiedlung und die Arbeit internationaler Organisationen und internationaler Nichtregierungsorganisationen zu ermöglichen. Im Januar 2019 wurde bekannt, dass das bereits in Bonn ansässige Internationale Paralympische Komitee dort künftig seinen Hauptsitz haben soll. Allerdings sei geplant, die Immobilie in Landeseigentum zu belassen und an das IPC zu vermieten.

## Rezeption
„Insgesamt ist es das Verdienst von Busmann & Haberer, die so unterschiedlichen Baukörper vereinheitlicht und das Äußere zum verbindenden Inneren (Foyer) gemacht zu haben (…). Die Umbauten und Erweiterungen der zweiten und dritten Bauphase entwickelten die bestehende Architektur in zeitgemäßer Interpretation fort und schufen eine Gesamtanlage in einem ‚neuen Kleid‘ unter Wahrung einer gestalterischen Kontinuität.“